# Junges Klangforum Mitte Europa
Das Junge Klangforum Mitte Europa (engl. Young Sound Forum of Central Europe) ist ein trinationales europäisches Jugendorchester, das aus jungen Musikern aus Polen, Tschechien und Deutschland besteht. 

## Ziele
Das Ziel des Jungen Klangforum Mitte Europa ist die Wiederbelebung der Kulturlandschaft der drei Länder Polen, Tschechien und Deutschland. Das Orchester vereint die Nachwuchsmusiker der drei Nationen zu Konzerten an historisch bedeutsamen Orten.  Neben dem klassischen Repertoire hat sich Junge Klangforum Mitte Europa auch der Neuen Musik verschrieben, um Stücke von Komponisten aufzuführen, die in der Zeit des Nationalsozialismus verfemt waren.  Das Orchester will auf musikalischem Wege einen Beitrag zur Versöhnung und Völkerverständigung zwischen Polen, Tschechien und Deutschland leisten.

## Geschichte
Das Orchester wurde 2002 von dem Dirigenten Christoph Altstaedt  und dem Kulturmanager Holger Simon gegründet. Simon war auch von 2002 bis 2007 Geschäftsführer des Orchesters.
Dieses Ensemble bestand zunächst aus ehemaligen Mitgliedern des Bundesjugendorchesters und konzertierte zunächst unter dem Namen „Junges Deutsches Klangforum.“ Nach einem gemeinsamen Projekt mit jungen tschechischen Musikern in Terezín entstand die Idee einer längerfristigen musikalischen Partnerschaft der zwei Nationen. Auf Initiative von Richard von Weizsäcker wurde daraufhin das Junge Klangforum Mitte Europa gegründet. 
Die Schirmherren des Orchesters sind Richard von Weizsäcker, Lech Wałęsa und Václav Havel.
Für seine musikalischen Leistungen und Beiträge zur Völkerverständigung in Europa wurde das Orchester mit dem Praemium Imperiale 2004, dem Marion Dönhoff Preis 2005 und dem Europäischen Jugendorchesterpreis 2006 ausgezeichnet. 
Der künstlerische Leiter ist Christoph Altstaedt. Gastdirigenten waren u. a. Krzysztof Penderecki, Sebastian Weigle und Tang Muhai. Konzerttourneen führten das Junge Klangforum Mitte Europa durch Europa und nach Japan.